# Ville souterraine
Une ville souterraine est un ensemble d'édifices et de constructions souterraines urbaines reliés entre eux par un réseau de tunnels ou accessibles depuis la surface.

## Généralités

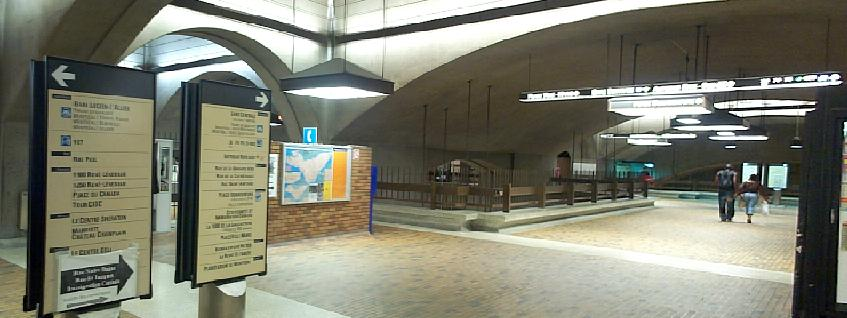
Vue d'une partie de la ville souterraine de Montréal : hall de la station de métro Bonaventure.

Une ville souterraine existe habituellement dans la partie la plus dense d'une ville, c'est-à-dire généralement dans son centre-ville. Elle peut inclure des bureaux, des centres commerciaux, des stations de train ou de métro, des cinémas ou tout autre aménagement situé sous le niveau de la rue. Ces zones sont reliées par des tunnels. L'accès à une ville souterraine peut être réalisé par l'intermédiaire des espaces publics des bâtiments qui la composent ; elle peut également posséder ses propres accès.
Les réseaux souterrains sont importants sous les climats froids ou très chauds, leurs constructions autorisant un accès aisé tout au long de l'année, quelle que soit la température.
Le concept des villes souterraines est similaire à celui des dalles ou des réseaux de passerelles. Certaines portions peuvent d'ailleurs comporter des passerelles au-dessus du sol plutôt qu'en dessous.
Les plus grandes villes souterraines sont celles de Montréal et de Toronto, au Canada. Le Montréal souterrain possède le plus grand réseau au monde. Le PATH de Toronto est le plus grand complexe commercial mondial. Au niveau national, le réseau souterrain du Japon est le plus étendu, avec plus de 75 centres commerciaux construits en sous-sol.
L'expression désigne parfois les réseaux de constructions souterraines à des fins de protection militaire ou de sécurité civile.

## Liste

### Amérique du Nord

#### Canada
- Charlottetown: un tunnel relie un hôtel, le palais des congrès et un centre commercial depuis 2011[1].
- Edmonton : Pedway, petit système de tunnels et de passerelles reliant les immeubles et les gares du LRT dans le centre-ville.
- Halifax : Downtown Halifax Link, dont tous les points sont à moins de 10 minutes de marche les uns des autres.
- Montréal : Montréal souterrain, plus vaste réseau souterrain au monde. Ses 32 km de tunnels couvrent une quarantaine d'îlots urbains (soit 12 km2). Grâce à des accès généralisés, il relierait 80 % des bureaux et 35 % des commerces du centre-ville. Les souterrains sont empruntés par plus d'un demi-million de personnes par jour.
- Saint-Jean de Terre-Neuve : MUNnels, système de tunnels reliant les principaux immeubles.
- Ottawa : l'Université Carleton, un système de tunnels unit les édifices académiques et les résidences du campus. De même à Place de Ville, au centre-ville, des tunnels joignent 4 édifices de bureaux comptant plus de 1 million de pieds carrés et deux grands hôtels comptant près de 900 chambres. Le complexe couvre 2 îlots urbains. Avec la construction d'un métro sous peu, d'autres connexions pourrait suivre dans le centre-ville.
- Toronto : PATH, système comprenant 27 km de passages et 1 200 magasins, reliés à dix stations de métro du centre-ville. Il reçoit 100 000 visiteurs par jour.
- Vancouver : deux centres commerciaux, Pacific Centre et Vancouver Centre, reliés entre eux et s'étendant sous trois îlots urbains.
- Winnipeg : petite zone souterraine (principalement de bureaux) dans le centre-ville, sous Portage and Main. Plusieurs des tours du centre ont des entrées souterraines. Le système est relié au complexe de passerelles nommé le Winnipeg Walkway.

#### États-Unis

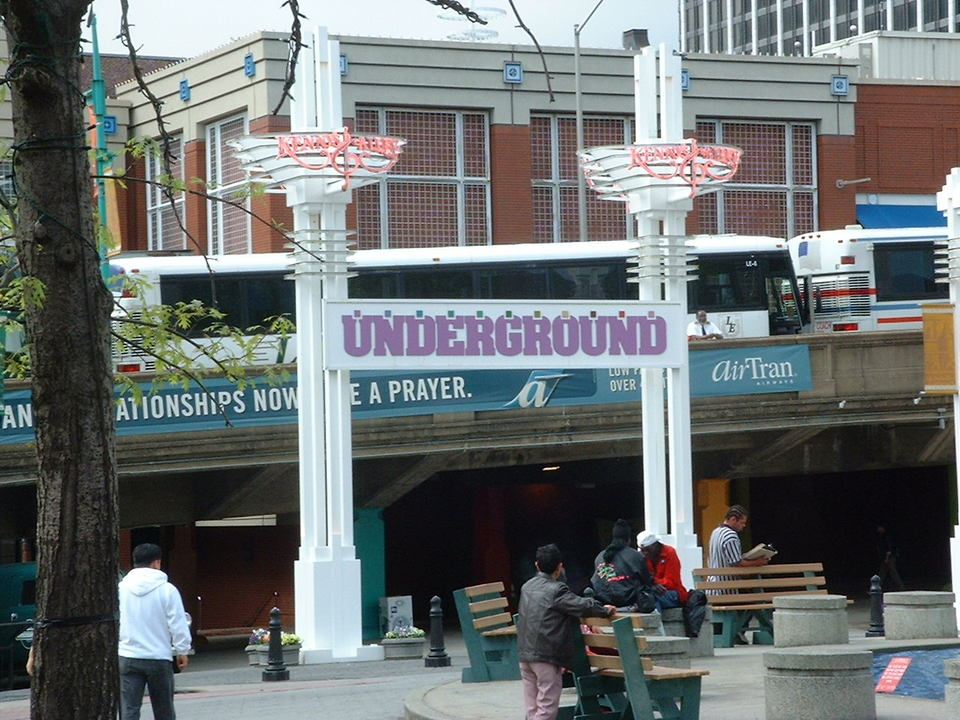
Entrée de lUnderground Atlanta.

- Atlanta a une ville souterraine historique, le Underground Atlanta, datant de l'époque du « chemin de fer souterrain », mais qui à la suite d'une histoire difficile a une réputation mitigée au sein des habitants d'Atlanta.

### Asie

#### Turquie
En Turquie, en Cappadoce, Kaymakli est une ville souterraine qui a été creusée sur au moins quatre niveaux. Les anciens chrétiens l'ont utilisée pour se cacher. De nos jours, c'est  un site archéologique ouvert sur quatre étages aux touristes. La plus grande ville souterraine de Turquie est Derinkuyu, sur huit niveaux et qui pouvait abriter plus de 20 000 personnes. D'autres villes souterraines sont accessibles :
- Kaymaklı (Nevşehir),
- Saratlı (Ville souterraine de Saint Mercurius, Aksaray);
- Ville souterraine de Mazı (en) (près d'Ürgüp),
- Ville souterraine d'Özkonak (en),
- Ville souterraine de Tatlarin (tr)[2] (vers Nevşehir)...

#### Chine
En Chine, à Pékin, une immense ville souterraine a été construite pour abriter la population en cas de guerre nucléaire.

### Europe

#### France
- Bourré : cave champignonnière.
- Paris : Forum des Halles, centre commercial partiellement souterrain, relié au métro et au RER.
- Lyon : La Part-Dieu, centre commercial partiellement souterrain, relié au métro.
- Naours : La cité souterraine, véritable ville souterraine située dans le nord de la France, elle dispose de ses propres places, maisons et chapelles[3].